# Marion Silva Fernandes
Marion Silva Fernandes (Teixeira de Freitas, 7 settembre 1991) è un ex calciatore brasiliano, di ruolo attaccante.

## Palmarès

### Club

#### Competizioni internazionali
- Recopa Sudamericana: 1

Atlético Mineiro: 2014

#### Competizioni nazionali
- Coppa del Brasile: 1

Atlético Mineiro: 2014